# Синько Олександра Ростиславівна
Синько Олександра Ростиславівна (26 серпня 1967, Київ — 30 грудня 2004, Київ) — український мистецтвознавець. Кандидат мистецтвознавства (1996).

## Біографія
Народилася в Києві в родині кінорежисера Р. О. Синька і кінознавця Н. М. Капельгородської.
Закінчила факультет журналістики Київського державного університету ім. Т. Г. Шевченка (1989).
Працювала в газеті «На екранах України».
З 1991 р. — в Інституті мистецтвознавства, фольклористики та етнології ім. М. Т. Рильського НАН України. Науковий співробітник відділу образотворчого мистецтва.
Захистила кандидатську дисертацію на тему «Творчість Олександра Архипенка першої чверті XX століття» (1996).
Була членом Національної спілки кінематографістів України.
Померла 30 грудня 2004 року.

## Праці
Автор книжок:
- «Олександр Архипенко. Перші кроки» (К., 1994),
- «Іван Кавалерідзе. Грані творчості» (К., 1995 у співавт. з Н. Капельгородською),
- «Відновлення історії. Пам'ятник княгині Ользі в Києві» (К., 1996, у співавт. з Н. Капельгородською),
- «Іван Кавалерідзе. Скульптура» (К., 1997, у співавт. з Н. Капельгородською),
- «„Ярослав Мудрий“ Івана Кавалерідзе» (К., 1998, у співавт. з Н. Капельгородською),
- «Новаторство Архипенка» (К., 2001),
- «Український біографічний кінодовідник» (К., 2001, у співавт.),
- «Кіномистецтво України в біографіях» (К., 2004, у співавт.),
- «Друге життя митця» (К., 2003, у співавт. з Н. Капельгородською), статей у збірниках і пресі.